# Tus ojos, mis ojos
Tus ojos, mis ojos es el nombre del séptimo álbum de estudio del cantautor argentino Axel. Dicho álbum salió al mercado el 13 de mayo de 2014 por Sony Music Argentina. El disco cuenta con la participación especial del cantante y compositor argentino Abel Pintos y del español Dani Martín, en las canciones «Somos uno» y «Siempre estaré» respectivamente.
El primer sencillo fue «Afinidad», estrenado el 25 de febrero de 2014 y grabado en enero del mismo año en Los Ángeles y Buenos Aires. El segundo fue «Quédate», estrenado conjuntamente con el disco, y con un posterior video lanzado el 22 de agosto de 2014. El tercer sencillo fue «Y qué?», lanzando su video lírico el 13 de febrero del 2015 y el video oficial el 14 de abril de 2015.
«Quédate» y «Afinidad» tuvieron una muy buena acogida, mientras que el disco, Tus ojos, mis ojos, superó el galardón de disco de oro en menos de 24 horas, y posteriormente el disco de platino.

## Grabación
La producción del disco y sus 12 canciones que la integran se llevó a cabo en el estudio que el mismo Axel posee en su casa, mientras que la masterización de los contenidos fue llevada a cabo nuevamente por Tom Baker y la mezcla por Rafael Sardina en Los Ángeles, California. En este séptimo álbum de estudio el cantante buscó mantener la lírica de sus canciones, lo sentimental y la profundidad de las temáticas, pero con un estilo más vanguardista y moderno, dándole una sonoridad más internacional.

## Presentación
El disco se presentó oficialmente el 13 de mayo de 2014, con el mismo Axel personalmente, en una disquería entre las Av. Callao y Av. Sta Fe, promocionándolo con una firma de discos que batió récords de convocatoria. Posteriormente este disco es interpretado durante el "Tus ojos mis ojos Tour", presentado en primera instancia por toda la Argentina, y llenando el cantante 20 teatros Opera, y posteriormente por toda América Latina y España.

## Lista de canciones
| Tus ojos, mis ojos |                                    |                                      |          |  |
| N.º                | Título                             | Escritor(es)                         | Duración |  |
| 1.                 | «#MisOjos»                         | Axel · Juanjo Novaira · Nico Cotton  | 3:14     |  |
| 2.                 | «Quédate»                          | Axel · Áureo Baqueiro                | 3:44     |  |
| 3.                 | «Afinidad»                         | Axel · Juanjo Novaira                | 3:21     |  |
| 4.                 | «Sólo una vez»                     | Axel · Daniel Sartori                | 3:52     |  |
| 5.                 | «Dame un beso»                     | Axel · Juanjo Novaira · Nico Cotton  | 3:09     |  |
| 6.                 | «Quiéreme»                         | Axel · Juanjo Novaira                | 3:26     |  |
| 7.                 | «Siempre estaré» (con Dani Martín) | Axel · Migue García · Nicolás Mucci  | 3:03     |  |
| 8.                 | «Mucho más»                        | Axel · Migue García · Nicolás Mucci  | 3:37     |  |
| 9.                 | «Y qué?»                           | Axel                                 | 3:34     |  |
| 10.                | «Somos uno» (con Abel Pintos)      | Axel · Daniel Sartori                | 3:24     |  |
| 11.                | «Te invito a ver el sol»           | Axel · Marcelo Scornik · Nico Cotton | 3:32     |  |
| 12.                | «Duerme ya»                        | Axel · Juanjo Novaira                | 6:23     |  |

## Sencillos
- «Afinidad» (2014)
- «Quédate» (2014)
- «Somos uno» (con Abel Pintos) (2014)
- «Y qué?» (2015)
- «Y qué?» (con Vanesa Martín) (2015)